# BLC-1

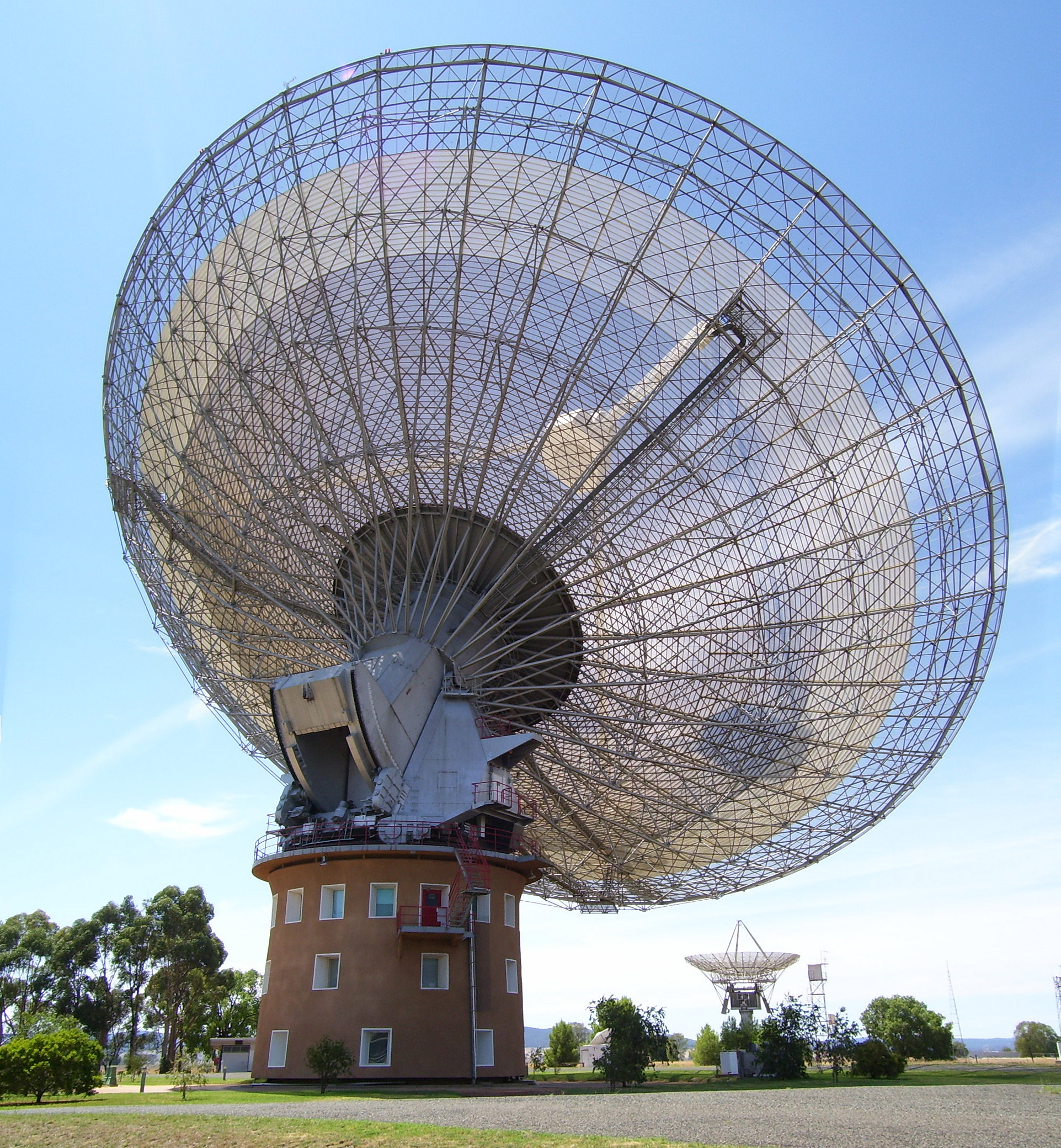
パークス天文台

BLC-1（Breakthrough Listen Candidate 1）とは、2019年4月と5月に検出および観測された太陽系に最も近い恒星であるプロキシマ・ケンタウリの方向と空間的に一致した2020年12月18日に最初に報告された地球外知的生命体探査（SETI）の無線信号の候補である。更なる観測と分析の結果、2021年の研究では信号は誤検知だったと結論づけられている。

## 信号
ドップラー効果と一致する周波数の明らかな変化は、プロキシマ・ケンタウリの周囲を公転している太陽系外惑星であるプロキシマ・ケンタウリbの動きによって引き起こされているものと矛盾していることが示唆された。この変化は、周波数が減少するのではなく増加することが観測されたという点で、地球の自転から予想されるものとは逆であった。信号は、プロキシマ・ケンタウリの観測中にパークス天文台によって検出されたが、パークス天文台のビーム角により、信号はプロキシマ・ケンタウリを含む約16分角（約1/4度、地球の月の角幅の半分）の円内から来たものとするのが正確な記述である。信号の周波数は982.002MHzであった。
無線信号は、2019年4月と5月にオーストラリアのパークス天文台でブレイクスルー・リッスンが実施した30時間の観測中に検出された。2020年12月の時点で、信号がテクノシグニチャーであることを確認するために必要な手順であるフォローアップ観測では信号を再度検出できなかった。

## 相関している可能性のある現象
BLC-1に関するニュースレポートの10日前に発表された他の天文学者の論文は、2019年4月と5月にもプロキシマ・ケンタウリからの「一連の強烈でコヒーレントな電波バーストを伴う、明るく長時間の光フレア」の検出を報告している。2021年1月の時点で、科学者や報道機関によるBLC-1信号との直接的な関係は明らかにされていないが、プロキシマ・ケンタウリ周辺の惑星やその他の赤色矮星は、人間やその他の現在知られている生物が住むことができないことを意味する。
2021年2月、新しい研究では、太陽に最も近い恒星の周囲に無線が送信できる文明が出現する確率は約10−8と計算されたため、コペルニクスの原理によりBLC-1をアルファ・ケンタウリ系からの技術的な無線信号として除外することを提案した。
2021年10月25日、研究者は、信号が「本物のテクノシグニチャーを模倣する可能性がある」「局所干渉の極端な例」であるように見え、したがって最初に報告された実際の「ブレイクスルー・リッスン」現象ではなかったと結論付ける2つの研究を発表した。